# Allium komarowii
Allium komarowii — вид рослин з родини амарилісових (Amaryllidaceae); поширений в Узбекистані й Таджикистані.

## Опис
Цей вид поєднує широкі, товсті, сизі листки зі щільною кулею червоних квітів на досить високій стеблині.

## Поширення
Поширений в Узбекистані й Таджикистані.

## Використання
Вважається, що Allium komarowii має досить значну медичну силу. Листки й цибулини використовують у свіжому вигляді, або нарізають шматочками, варять і застосовують проти анемії та поганого кровообігу, а поза цим як анаболічний препарат для коней.